# Protoparmelia atriseda
Protoparmelia atriseda är en lavart som först beskrevs av Elias Fries och som fick sitt nu gällande namn av Rolf Santesson och Volkmar Wirth. 
Protoparmelia atriseda ingår i släktet Protoparmelia och familjen Parmeliaceae. Arten är reproducerande i Sverige. Inga underarter finns listade i Catalogue of Life.